# Trattato Herrán-Hay
Il Trattato Herrán-Hay è un trattato internazionale firmato tra la Repubblica di Colombia e gli Stati Uniti tramite i loro delegati plenipotenziari, il Segretario di Stato John Hay e il ministro colombiano Tomás Herrán a Washington il 22 gennaio 1903, con l'obiettivo della costruzione di un canale interoceanico che unisse l'oceano Atlantico e l'oceano Pacifico attraverso l'istmo di Panama.
Le rotte commerciali di fine XIX secolo sarebbero state seriamente beneficiate dalla costruzione di un canale transoceanico tra gli istmi centroamericani. Dopo una lunga storia di tentativi falliti, Panama venne scelta infine come luogo in cui si sarebbe construito il canale con capitale statunitense. Il trattato viene firmato nel mezzo di eventi politico-economici che marcheranno il fallimento della sua ratifica.
Il testo del trattato è composto da 28 articoli che stabiliscono condizioni differenziate per lo sviluppo del secolo di concessione, dando disposizioni rispetto a una rinuncia parziale di sovranità, il finanziamento, i diritti di sfruttamento e disposizioni generali sulla validità di accordi previ.
(Antonio José Uribe. Ministro de Asuntos Exteriores 1901. Colombia.)

## Contesto
Alla fine del XIX secolo, secondo l'internazionalista cubano Raúl de Cárdenas, grazie alle acquisizioni della Louisiana nel 1803, della Florida nel 1819 e delTexas nel 1845, gli Stati Uniti si impossessarono di  tutta la costa settentrionale del golfo del Messico, occupando l'antica posizione privilegiata della Spagna in quello che allora venne chiamato il Mediterraneo Americano. Il dominio della regione era tuttavia condiviso con la Gran Bretagna che possedeva le isole delle Bahamas, le Piccole Antille e la Giamaica, oltre ai territori continentali della Guayana, del Belize e la Costa dei Mosquito.

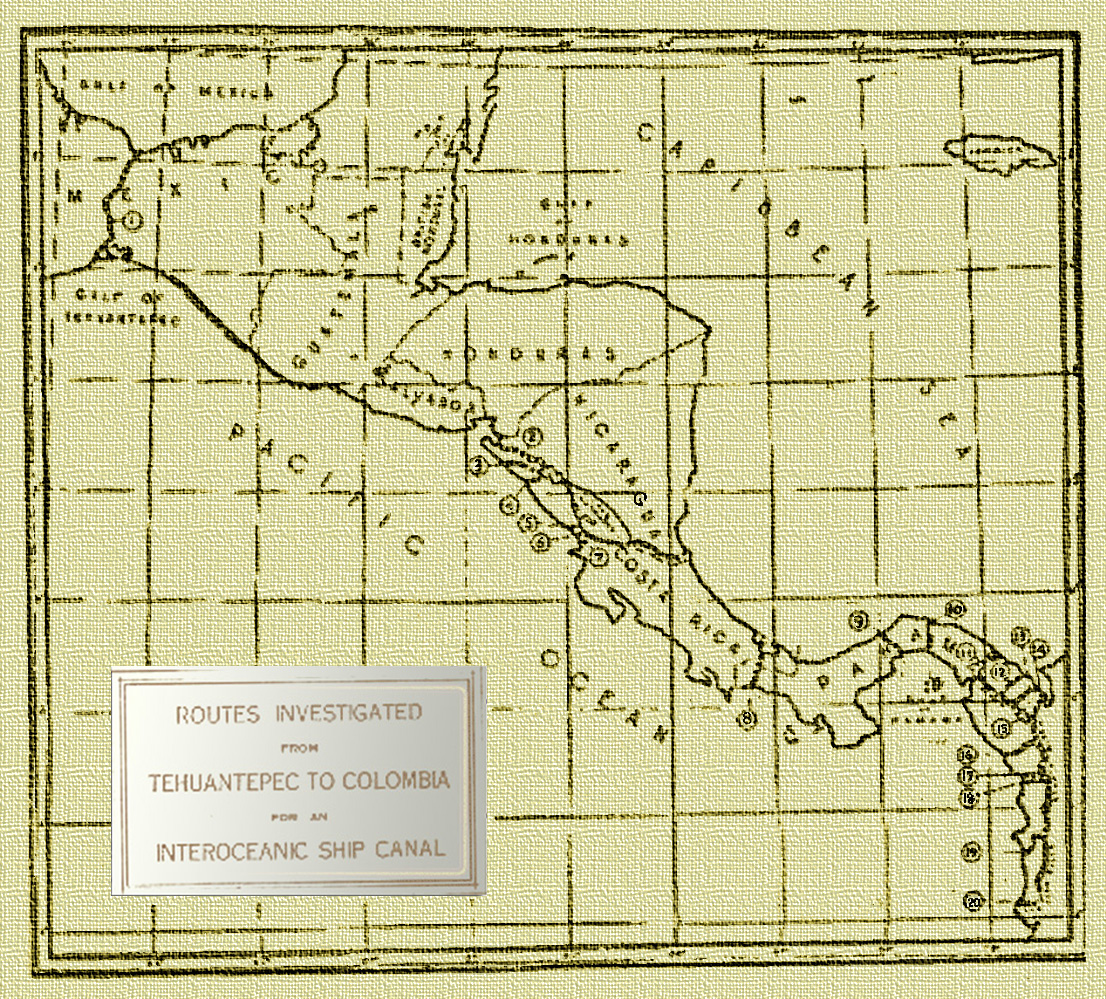
1. Tracciato di Tehuantepec. 2.-7. Tracciati del Nicaragua. 8. Tracciato di Chiriquí. 9. Tracciato del canale di Panama. 10. Tragitto di San Blass. 11.-15. Tragitti di Caledonia e del Darién. 16.-30. Tragitti dell'Atrato.